# Otto Leonhard Heubner
Otto Leonhard Heubner (Plauen, 17 gennaio 1812 – Blasewitz, 1º aprile 1893) è stato un rivoluzionario, avvocato, politico e poeta tedesco.

## Biografia
Figlio dell'avvocato Johann Friedrich Leonhard Heubner (1768-1838) che esercitava a Plauen ed a Mühltroff, Otto Leonhard compì i propri studi privatamente sino al 1824. Nel 1829, dopo aver frequentato il Ginnasio di Sant'Agostino a Grimma, studiò giurisprudenza all'Università di Lipsia, unendosi successivamente al padre nel suo studio legale di Plauen nel 1832 come stagista. Nel 1834 venne ammesso all'albo degli avvocati e si stabilì nella sua città natale.
Nel 1833 iniziò la sua attività politica e rivoluzionaria, interessandosi parallelamente al mondo dell'educazione fisica al punto che le autorità di stato, con lo scoppio delle prime avvisaglie di malcontento popolare, iniziarono ad associare gli sportivi alle attività rivoltose. Nel campo ginnico, Heubner divenne particolarmente noto e si impegnò perché la ginnastica divenisse un'espressione della libertà del corpo al punto da essere definito il fondatore della moderna disciplina in Sassonia.
Tra il 1838 ed il 1843 fu direttore del patrimonio del conte di Hohenthal-Püchau che aveva residenza a Mühltroff. Nel contempo divenne commissario reale per le dismissioni degli oneri feudali del Vogtland. Nel 1843 venne nominato funzionario distrettuale a Freiberg.
Heubner venne eletto quale membro dell'Assemblea nazionale di Francoforte nel 1848/49, unendosi inizialmente al gruppo della sinistra moderata, ma volgendo sempre più a posizioni estremiste con l'adesione al movimento capeggiato da Robert Blum. Dopo essere stato eletto nel dicembre 1848 nella 61ª, 62ª e 63ª circoscrizione elettorale divenne deputato alla camera sassone, rinunciando al suo mandato al parlamento della Paulskirche. In Sassonia sostenne con veemenza la necessità dell'applicazione della nuova costituzione di stato approvata dall'Assemblea Nazionale nonché i diritti del popolo tedesco in essa sanciti. Durante la rivolta di maggio a Dresda, fu membro del governo provvisorio che fu attivo nella capitale dal 4 al 9 maggio 1849. Il 10 maggio si portò a Chemnitz con Mikhail Bakunin ed ivi venne arrestato. Dopo un periodo di carcere a Dresda e nella fortezza di Königstein, andò a giudizio e venne condannato a morte il 28 gennaio 1850 per alto tradimento. Tuttavia, la sentenza fu commutata in ergastolo il 12 maggio 1850, pena che scontò nel penitenziario di Waldheim. Il 28 maggio 1859, in occasione delle nozze del principe Giorgio di Sassonia, ricevette la grazia per la sua condanna, ma senza riottenere i suoi diritti civili. Di conseguenza, non poté più esercitare la sua professione di avvocato.

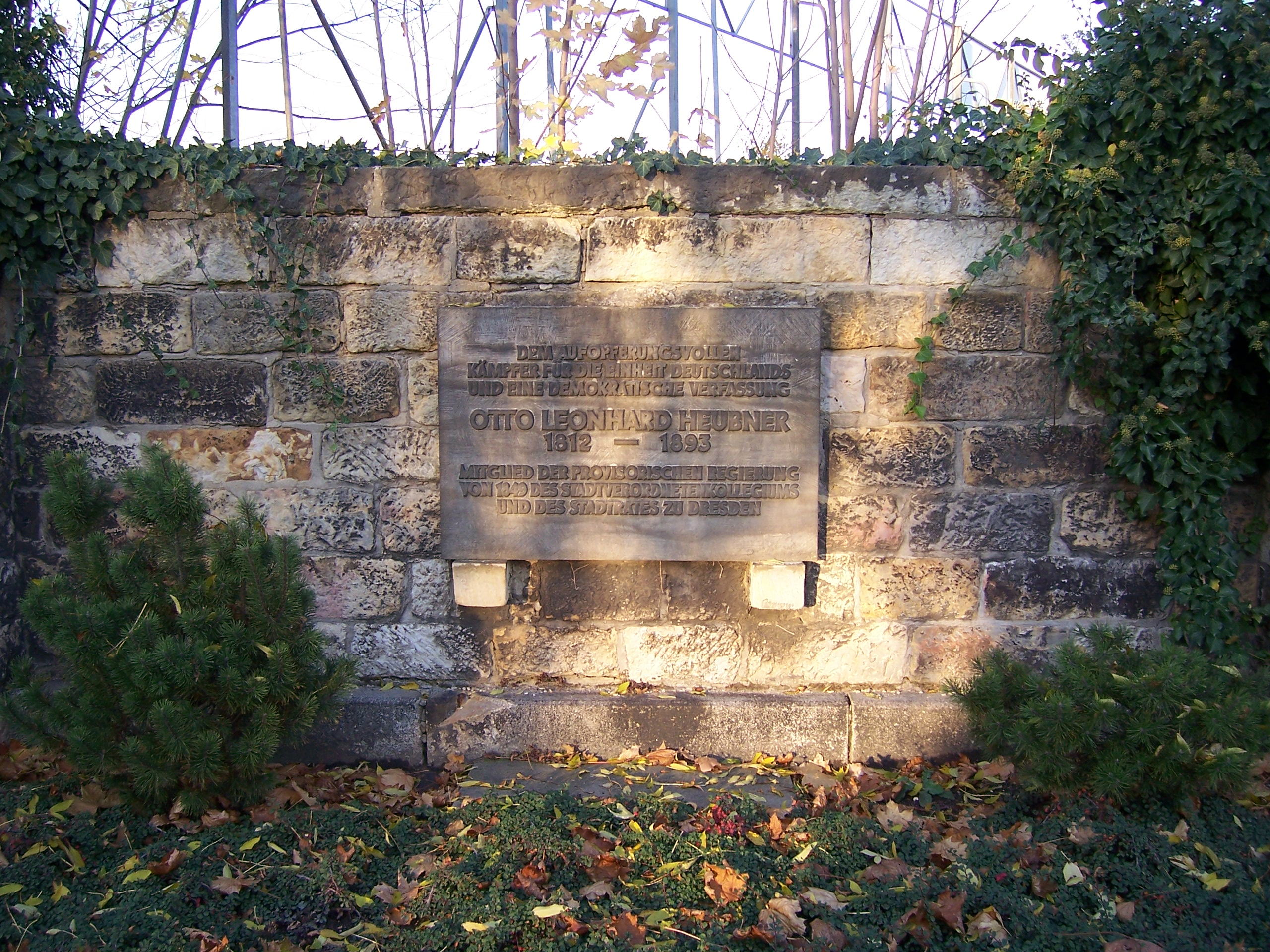
Tomba di Otto Leonhard Heubner

Nell'autunno del 1859 entrò a far parte del consiglio legale della Compagnia di assicurazioni ipotecarie sassone a Dresda, diventandone il secondo direttore nel 1862 ed assumendone infine la direzione nel 1865. Dopo essere stato ripristinato ai diritti civili nel 1865, riprese il suo lavoro di avvocato a Dresda nel 1867. In qualità di rappresentante della 15ª circoscrizione rurale, fu membro della camera sassone nuovamente dal 1869 al 1871. Divenne membro del Partito Progressista Tedesco. Dal 1869 fu consigliere comunale a Dresda, rimanendo in carica sino al 1887. Durante questo periodo gli fu affidato lo sviluppo del sistema scolastico di Dresda come direttore dell'autorità scolastica municipale. 
Heubner morì nel 1893 a Blasewitz, quartiere della città di Dresda. Suo figlio fu il medico Johann Otto Leonhard Heubner. Suo fratello era l'avvocato Ernst Leonhard Heubner.